# Nicolas Diguiny
Nicolas Diguiny, né le 31 mai 1988 à Saint-Germain-en-Laye, est un footballeur français. Il joue actuellement à l'Apollon Limassol.

## Biographie
Nicolas Diguiny joue ses premiers matchs en National lors de la saison 2007-2008 qui voit Vannes grimper à l'échelon supérieur en remportant le championnat. La saison suivante, il est l'auteur du premier but vannetais dans le monde professionnel lors d'un déplacement à Clermont pour le compte de la 1re journée de Ligue 2 (victoire 1-0).
Le 18 janvier 2013, lors d'un déplacement à Metz pour le compte de la 20e journée de National, il remplace Jean-François Bédénik dans les cages vannetaises à la dernière seconde du match, ce dernier venant d'être expulsé et offrant un pénalty à l'adversaire. Vannes ayant fait tous ses changements, Nicolas Diguiny s'est vu dans l'obligation de porter les gants de gardien de but. Il détourne alors miraculeusement le pénalty du joueur messin. Vannes conserve le point du match nul.
Deux semaines plus tard, en déplacement à Quevilly alors lanterne rouge du championnat, il est promu capitaine en l'absence de Mathieu Berson dans le 11 de l'équipe de Thierry Froger. Il est alors l'auteur d'un quadruplé pour une victoire des vannetais par 5 buts à 0. Il devient donc le premier joueur professionnel à marquer un quadruplé sous les couleurs vannetaises.
Le 23 juin 2013, il s'engage avec Le Poiré VF qui évolue en National.

## Palmarès
- Champion de France de National en 2008 avec Vannes
- Finaliste de la Coupe de la Ligue en 2009 avec Vannes
- Vainqueur de la Coupe nationale des benjamins à 9 en 2000 avec le FC Nantes